# Yellow Sun

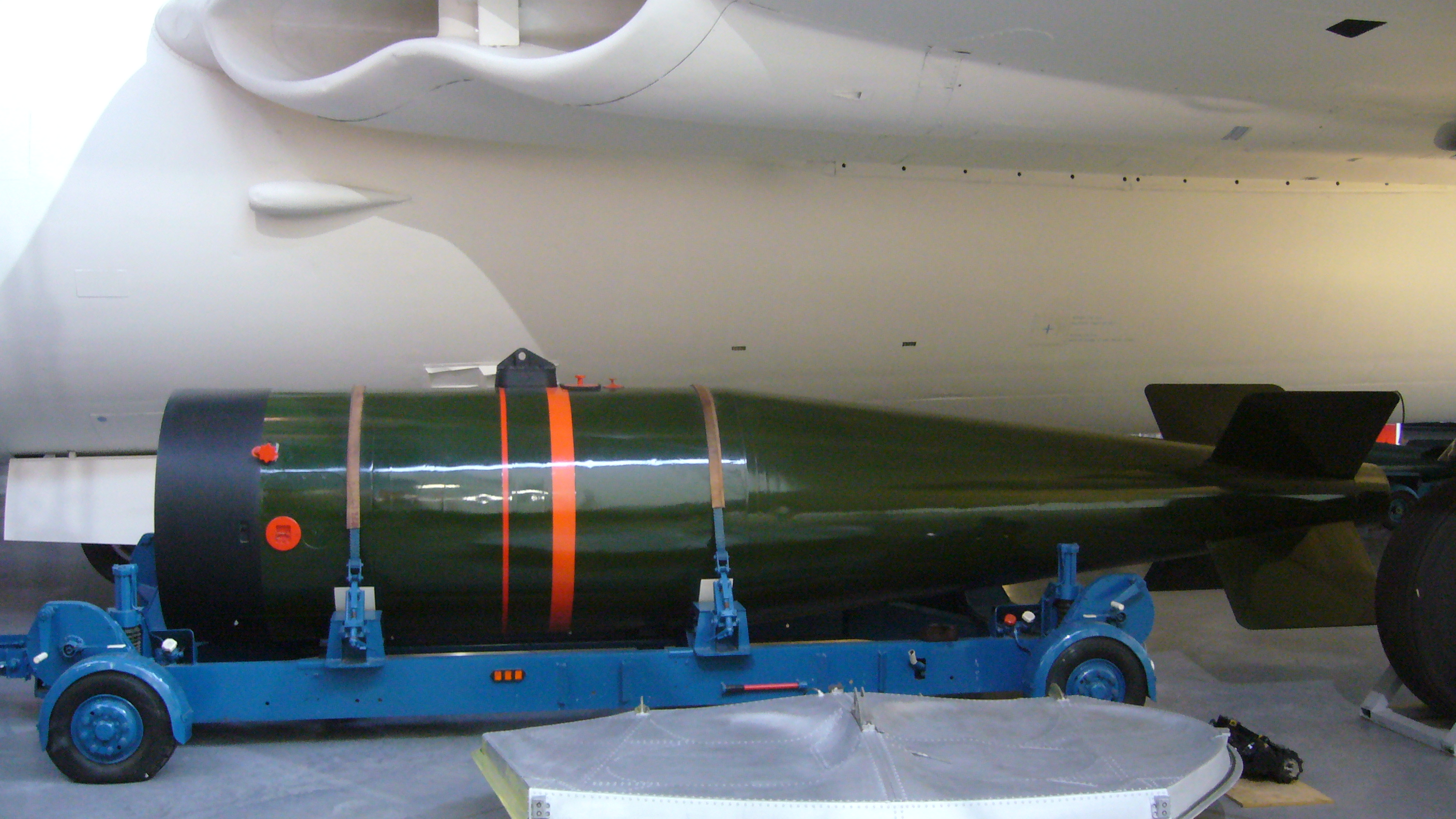
Een Yellow Sun in een museum

Yellow Sun was de codenaam voor het eerste Britse operationele strategische atoomwapen van 400 kiloton TNT-equivalent.
Met deze naam werd de buitenmantel van het wapen aangeduid. De bom zelf werd aangeduid met de codenaam Green Grass (in de Yellow Sun Mark 1) en Red Snow (in de Yellow Sun Mark 2). De elektronische neutroneninitiator (ontsteker) heette Blue Stone. De afmetingen van het wapen waren 6,4 m lang en 1,2 m in diameter en de massa bedroeg 3,3 ton.
In tegenstelling tot de door de USAF gebruikte wapens van gelijke kracht, werd er bij dit wapen geen remparachute gebruikt om de val te vertragen. De afgeplatte neus van het wapen was speciaal ontworpen om de val van het wapen zodanig te vertragen dat het afwerpende vliegtuig veilig uit de gevarenzone wegkwam voor het wapen detoneerde.
Het wapen kreeg elektrische stroom via twee ram air turbines achter twee luchtinlaten in de platte neus. De voordien gebruikte bom van het type Blue Danube benutte interne loodaccu’s maar die bleken onbetrouwbaar en er was veel tijd nodig voor controles en vluchtvoorbereiding.
Yellow Sun Mark 1 en Mark 2 waren de originele aanduidingen. Mk.1 was een tussenoplossing voor het dragen van de 1 megaton TNT-equivalent sterke Green Bamboo thermonucleaire bom.
De 45 inch diameter van de Green Bamboo bepaalde tevens de 48 inch diameter van de Yellow Sun en van de latere Blue Steel-raket.
Na diverse experimenten werd Green Bamboo vervangen door het interim-megaton-Green Grass-wapen in het Yellow Sun-omhulsel en aangeduid als Yellow Sun Mark 1 tot er betere bommen beschikbaar waren voor een Mark 2-type. Het Green Grass-ontwerp was min of meer gelijk aan dat van Green Bamboo; het was geen thermonucleair wapen maar gebaseerd op een bom met kernsplitsing.
Vijf Green Grass-bommen werden in grotere oudere Blue Danube-buitenmantels gemonteerd en aangeduid als Violet Club. Die vijf werden later omgebouwd in Yellow Sun Mark 1-mantels en aangevuld tot het aantal van 37 stuks.
Het TNT-equivalent van Green Grass was voor de RAF gesteld op 500 kiloton, maar de ontwerpers schatten 400 kiloton.
Het Green Grass-wapen is nooit getest. Het wapen gebruikte een gevaarlijke hoeveelheid (meer dan 70 kg) splijtstof; dit was veel meer dan de kritische massa. Het splijtingsmateriaal werd afgeschermd door een dun omhulsel. Om de kern te beschermen was dit omhulsel gevuld met 133.000 stalen kogels met een massa van 450 kg. Deze bescherming moest voor de vlucht worden verwijderd. De RAF vond dit onveilig voor zijn personeel.
De RAF aanduiding was
- Bomb, Aircraft HE 7000 lb HC Mk.1 of
- Bomb, Aircraft HE 7000 lb HC Mk.2

HC (High Capacity) verwees naar atoomwapens in het megatonbereik. Kleine tactische bommen in het kilotonbereik waren MC (Medium Capacity)-wapens.
Het wapen werd in de jaren 1959 en 1960 operationeel. Yellow Sun Mark 1 was bedoeld als tussenoplossing en niet bestemd voor langdurige opslag. Yellow Sun werd alleen gebruikt door bommenwerpers van de V-Force. In 1958 was besloten voor de opvolger de W-28 lading van de USAF-
Mark-28-atoombom te gebruiken. Dit wapen werd door de Britten aangepast en werd bekend onder de naam Red Snow.

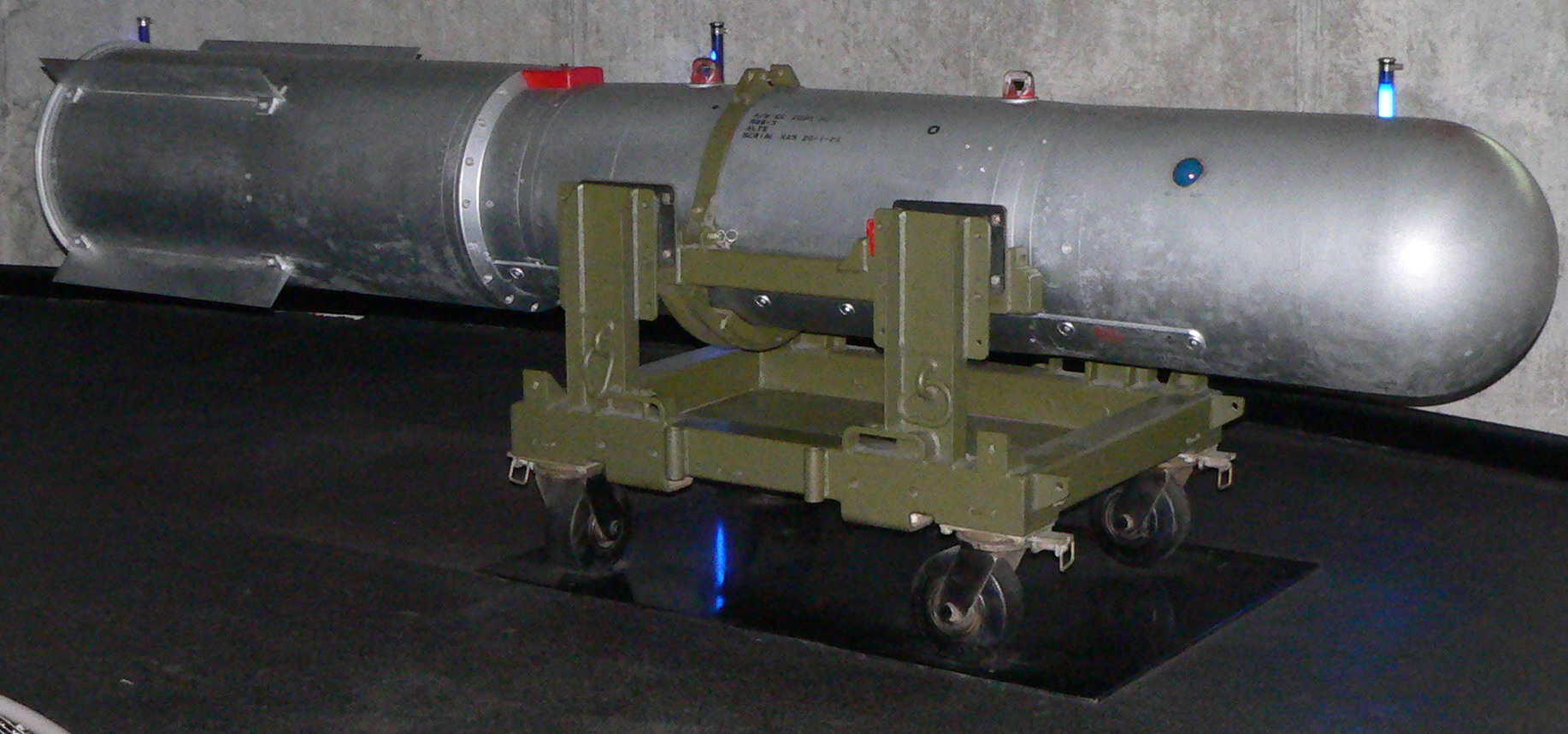
USAF-Mark 28 atoombom

Red Snow was krachtiger, lichter en kleiner dan Green Grass. Men wist van tevoren dat de Yellow Sun-bommantel zou worden omgebouwd naar opvolgende types. Yellow Sun Mark 2 werd in 1961 geïntroduceerd en bleef het primaire strategische stand-off-wapen totdat het in 1966 werd vervangen door de WE.177 B.
Hoewel het wapen het eerste Britse thermonucleaire wapenontwerp was, bleek Yellow Sun niet het eerste atoomwapen te zijn waarmee de RAF werd uitgerust. Voordien hadden de Verenigde Staten ook US Mark 15/39- en Mark 28-thermonucleaire bommen geleverd voor gebruik in de V-Force-bommenwerpers. Ook vervoerden sommige V-force-bommenwerpers USAF-atoomwapens die onder dual-key-arrangement waren geleverd.